# أشرف الهوتكي
الشاه أشرف الهوتَكيّ كان الحاكم الرابع للاسرة الهوتاكية في أفغانستان وهو ابن الحاكم الشاه عبد العزيز الهوتكي، تولى الإمارة من 1725 م إلى 1729 م .
أوقف أشرف خان كلا من إلانقضاضات الروسية والعثمانية. هزم الدولة العثمانية، وأدى ذلك إلى مفاوضات السلام مع الباب العالي التي انتهت بتوقيع اتفاق سلام في همدان مع العثمانيين في خريف عام 1727.
كان أشرف شاه مسيطراً وحاكماً على اجزاء من بلاد فارس، لكن جيش الملك الفارسي الشاه طهماسب الثاني استطاع هزيمة قوات أشرف شاه في معركة حاسمة في أكتوبر 1729 م، وطرد الجيش الأفغاني إلى أفغانستان.
واثناء انسحاب أشرف شاه قبض عليه وقتل على يد البلوش في عام 1730 م. وربما كان ذلك انتقاما لقتل الشاه محمود الهوتكي .